# Działosza
Działosza (deutsch: Ottendorf) ist ein Ort mit einem Schulzenamt in der Stadt- und Landgemeinde Syców im Powiat Oleśnicki der Woiwodschaft Niederschlesien in Polen.

## Geschichte

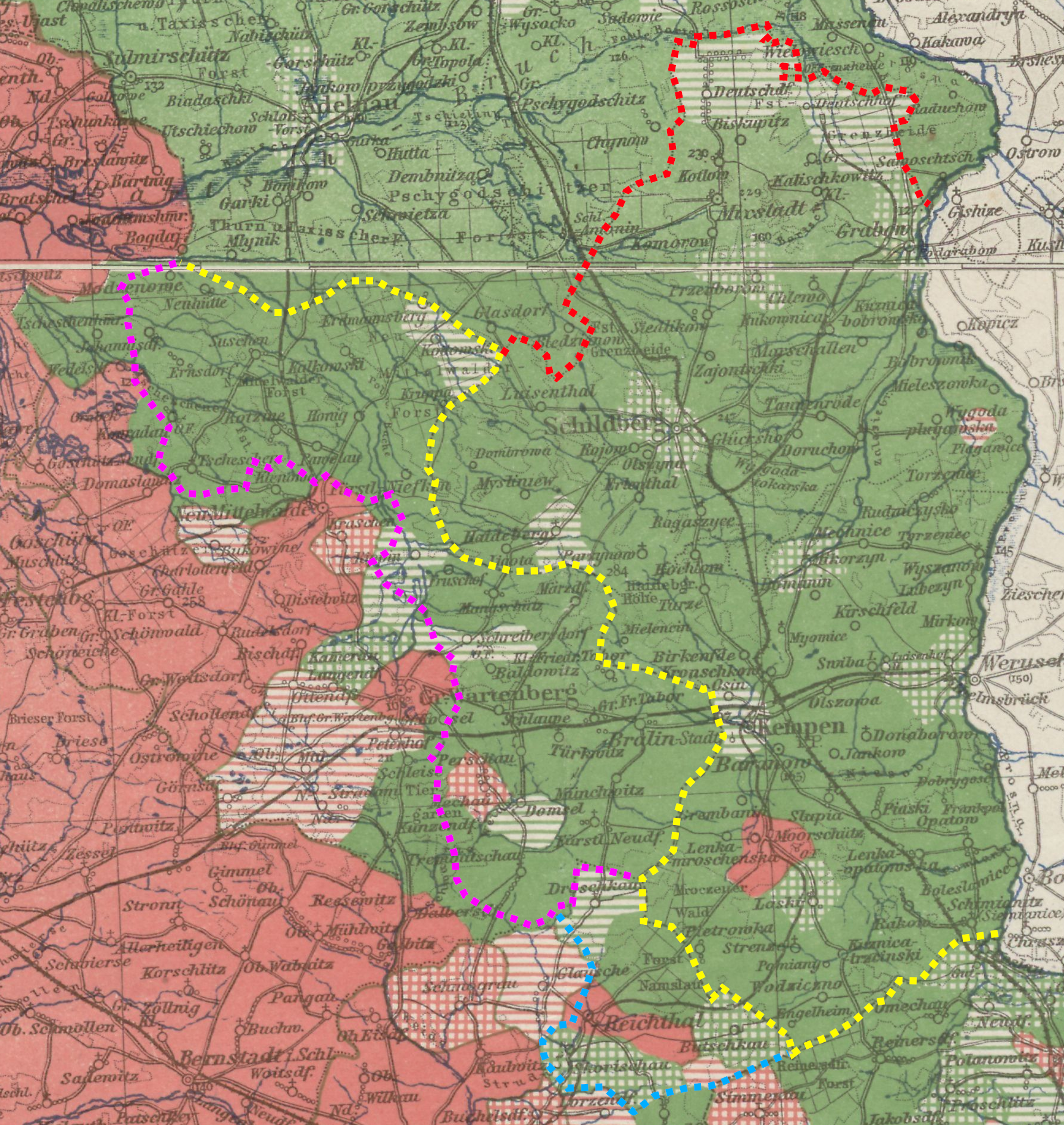
Sprachkarte aus dem Jahr 1910: Gelbe gestrichelte Linie: schlesisch-großpolnische Grenze, rosarote gestrichelte Linie: neue Grenze aus dem Jahr 1920

Der Ort wurde um 1305 im Liber fundationis episcopatus Vratislaviensis (Zehntregister des Bistums Breslau) als Ottonis villa erstmals urkundlich erwähnt. Danach etablierte sich der deutsche Name Ottendorf. Nach Johann Georg Knie wurde Ottendorf auch schon im Jahr 1423 unter dem polnischen Namen Dzielosza erwähnt, aber dies wurde unabhängig nicht bestätigt und die ersten sicheren Erwähnungen von Dziełosza stammen aus der Neuzeit. Der polnische Ortsname ist vom Personennamen Działosza abgeleitet, der deutsche dagegen vom Namen Otto mit dem Suffix -dorf.
Bis zum 17. Jahrhundert wurde Działosza oft mit dem benachbarten Dorf Wielowieś (Langendorf) zusammengefasst. Noch in der Zeit der Reformation gab es im Dorf eine römisch-katholische Pfarrkirche, danach nur eine Filialkapelle.
Nach dem Ersten Schlesischen Krieg 1742 fiel der Ort zusammen mit dem größten Teil Schlesiens an Preußen. Das Dorf war in der Mehrheit evangelisch, 1905 gab es 404 Lutheraner und 224 Römisch-Katholiken.
Im frühen 20. Jahrhundert waren zwischen 30 und 50 % der Dorfbewohner wasserpolnischsprachig. Als Folge des Zweiten Weltkriegs fiel Ottendorf wie fast ganz Schlesien 1945 an Polen, wurde in Działosza umbenannt und der Woiwodschaft Breslau angegliedert. Die deutsche Bevölkerung wurde, soweit sie nicht vorher geflohen war, weitgehend vertrieben (z. B. im Jahr 1946 29 Personen). Die neu angesiedelten Bewohner (1945 bis 1950 insgesamt 66 Familien) waren zum Teil Heimatvertriebene aus Ostpolen. Von 1975 bis 1998 gehörte der Ort zur Woiwodschaft Kalisz. 1999 kam der Ort zum Powiat Oleśnicki in der Woiwodschaft Niederschlesien.